# 特雷西·穆雷
特雷西·拉蒙特·穆雷（英語：Tracy Lamonte Murray，1971年7月25日—），美国NBA联盟职业篮球运动员。他在1992年的NBA选秀中第1轮第18顺位被圣安东尼奥马刺选中。